# 吴凡 (1968年)
吴凡（1968年11月—），江苏盐城人，中華人民共和國无党派衛生界人士，复旦大学上海医学院副院长、第十三届全国政协委员、第十四届全国政协委员、上海市第十四届人大代表、人大常委会委员，曾带领团队开展的甲型流感病毒H7N9亞型防控。

## 生平
1991年毕业于上海医科大学卫生系並获学士学位，後來擔任過上海市卫生局疾病预防控制处（监督处）副处长，中国疾病预防控制中心慢性非传染性疾病预防控制中心主任、上海市疾病预防控制中心主任、上海市卫生计生委副主任，上海市卫生健康委副主任等职务。2018年，吴凡到贵州毕节挂职。2019年6月，吴凡出任复旦大学上海医学院副院长。2019冠狀病毒病上海市疫情期間擔任上海市新冠肺炎疫情防控专家组成員。

## 主要成就
作为上海市政府新冠肺炎疫情防控领导小组专家组成员，全程参与51次市级疫情研判会议‌，主导提出「及时发现病例、快速感染溯源、100%密接隔离管理」的核心防控策略，该措施被证实为上海实现低感染率的关键‌.

## 荣誉
2020年9月，吴凡因在新冠疫情防控中的突出贡献，被中共上海市委、上海市人民政府授予“上海市抗击新冠肺炎疫情先进个人”荣誉称号‌。

## 著作
| 出版年份 | 书名                                            | 出版社             |
| -------- | ----------------------------------------------- | ------------------ |
| 2022年   | 医学教育创新发展理论与实践                      | 复旦大学出版社     |
| 2019年   | 西南地区学生营养午餐操作指南                    | 上海科学技术出版社 |
| 2018年   | 全球安全被忽视的领域 有效应对传染病危机工作框架 | 人民卫生出版社     |